# Herb Szubina
Herb Szubina – jeden z symboli miasta Szubin i gminy Szubin w postaci herbu.

## Wygląd i symbolika

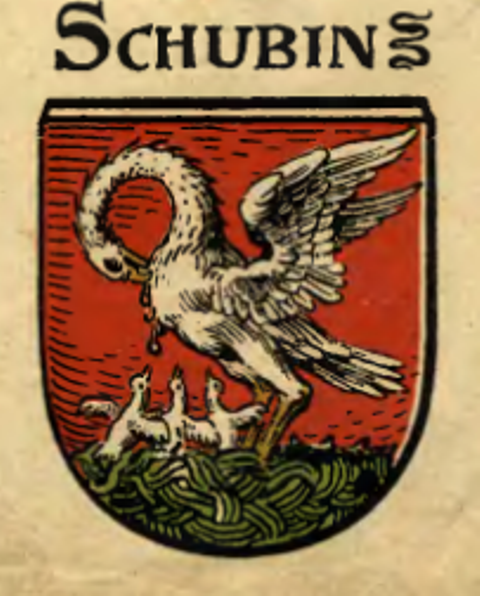
Herb Szubina w herbarzu Otto Huppa

Na tarczy, w czerwonym polu, na zielonej podstawie srebrny pelikan, karmiący krwią trzy młode tej samej barwy, powyżej również srebrna Nałęcz.

## Historia
Herb pochodzi bezpośrednio od założyciela miasta – Sędziwoja Pałuki, który nadał miastu własną pieczęć, ponieważ nie było w zwyczaju, by lokowane miasta otrzymywały herby swych fundatorów. Podobnie rzecz ma się z herbem Czerniejewa i Żydowa, które swoją lokację zawdzięczają również Pałuce. Istnieją jednak dowody, że przez pewien czas pieczęcią miasta był topór – godło Pałuków.
W XVII wieku do herbu miasta dołożono Nałęcz – herb szlachecki Czarnkowskich, właścicieli Szubina.

Herb miasta wyobraża pelikana karmiącego pisklęta; nad pelikanem Nałęcz.